# Lliga Segona FFCV
La Lliga Segona FFCV, anteriormente conocida como Primera Regional de la Comunidad Valenciana, constituye el octavo nivel de competición de la Liga Española de Fútbol en la Comunidad Valenciana tras la reestructuración de categorías del año 2023. Su organización corre a cargo de la Federación de Fútbol de la Comunidad Valenciana (FFCV), fundada en 1909.

## Sistema de competición
La liga consiste en 128 equipos distribuidos por proximidad geográfica en ocho grupos de 16 equipos cada uno, aunque haya casos como los dos equipos de Llíria, que siendo del mismo municipio están en distintos grupos. Al término de la temporada, los campeones ascienden a Lliga Primera FFCV de forma directa, a los que se unirán los cuatro vencedores de la promoción de ascenso, disputada por los subcampeones. Descienden a Lliga Tercera FFCV los tres últimos clasificados de cada grupo.

## Clubes participantes 2024-25
La categoría consta de ocho grupos.

### Grupo 1
- C. D. Almazora "B"
- U. D. Atzeneta de Castellón
- C. F. Borriol
- C. D. Els Ibarsos
- Esportiu Vila-real
- Eture F. C.
- Joventut Almassora C. F.
- Morella F. C.
- Orpesa C. F.
- A. C. D. Peñíscola
- C. F. Rafalafena de Castellón
- C. F. U. E. Ripollés
- C. F. San Pedro "B"
- C. F. Torreblanca
- C. F. Traiguera
- C. F. Villafamés

### Grupo 2
- C. D. Altura
- C. F. Atlético Gilet
- Atlético Saguntino "B"
- C. D. Betxí
- C. D. Burriana "B"
- C. D. F. Canet
- El Puig C. E.
- Foios Atlètic C. F.
- C. D. Jérica
- C. D. L'Alcora "B"
- La Vilavella C. F.
- Meliana C. F.
- U. D. Puçol
- C. D. Soneja "B"
- U. D. Vall de Uxó "B"
- C. E. Vila d'Onda

### Grupo 3
- U. D. Anna
- Atlético Villar C. F.
- F. B. A. C. Benaguasil
- U. D. Bétera
- Burjassot C. F.
- Godella C. F. "B"
- Llíria U. D.
- Patacona C. F. "B"
- C. D. Pedralba
- Racing Llíria C. F.
- Ribarroja C. F. "B"
- U. D. Rocafort C. F.
- San Antonio de Benagéber C. F. "B"
- C. D. Serranos
- Sollana C. F.
- Tavernes Blanques C. F.

### Grupo 4
- U. D. Aldaia C. F. "B"
- C. D. Apolo
- Atlético del Turia C. F.
- Caudete de las Fuentes C. F.
- C. D. Cheste
- C. F. Chiva
- Colegio Salgui EDE
- Deutsche Schule Valencia F. C.
- C. D. El Rumbo
- C. D. Juventud Picanya
- Los Silos C. F.
- C. D. Monte Sión
- C. D. San Marcelino "B"
- Sporting Mislata U. F.
- Xirivella C. F.
- C. D. Zafranar

### Grupo 5
- S. I. A. Academy
- C. F. Agullent
- Alcàsser C. F.
- P. D. Ayorense
- C. D. Benifaió
- A. C. Carlet
- Castellar O. C. F. Pobles del Sud
- U. D. Castellonense "B"
- Catarroja C. F.
- C. D. Enguera
- C. D. L´Alcúdia de Crespins
- C. D. Llosa
- Moixent C. F.
- C. D. Olímpic "B"
- Picasent C. F.
- Unió Benetússer-Favara C. F.

### Grupo 6
- U. D. Alginet
- Almussafes C. F.
- C. F. Bellreguard
- U. E. Benifairó de la Valldigna
- U. D. Beniopa
- C. F. Cullera
- Daimús C. F.
- C. D. Dénia "B"
- Gorgos C. F.
- C. F. Miramar
- U. D. Oliva
- C. F. Orba
- Real de Gandía C. F.
- Safor C. F. Gandía
- C. F. Simat
- F. B. Teulada-Moraira

### Grupo 7
- C. F. Alfaz del Pi
- Alicante City F. C.
- Alicante Enyeca C. F.
- U. D. Altea
- C. F. Atlético Jonense
- C. F. Benidorm "B"
- U. D. Benisa
- Club Costa City
- C. F. Foietes de Benidorm
- R. C. Ilicitano de Fútbol
- F. C. Jove Español San Vicente "B"
- C. D. Polop
- Racing Santa Bárbara C. F.
- C. D. Salesianos Alicante
- Tómbola Athletic
- C. D. Universitat d´Alacant

### Grupo 8
- Algueña C. F.
- Aspe U. D.
- C. F. Atlético Algorfa
- Carrús U. D. Ilicitana C. F.
- C. D. Cox
- U. E. Crevillent F. B.
- Elche Dream C. F.
- C. D. Eldense "C"
- Guardamar Soccer C. D.
- Monóvar Atlético
- U. D. Petrelense
- Pinoso C. F.
- C. F. Rafal
- U. D. F. Sax
- C. F. Sporting Albatera
- Sporting Saladar

## Palmarés
| Temporada | Campeones | Ascenso |
| --------- | --- | --- |
| 2023-24   | C. D. Vall d'Alba, Club Almenara Atlètic, C. D. F. B. L'Eliana, U. D. Juventud Barrio del Cristo, U. E. Vall del Alcalans, C. F. Llutxent, C. D. Betis Florida y C. D. Montesinos | C. D. Vall d'Alba, Club Almenara Atlètic, C. D. F. B. L'Eliana, U. D. Juventud Barrio del Cristo, U. E. Vall del Alcalans, C. F. Llutxent, C. D. Betis Florida, C. D. Montesinos, C. F. Intercity "B", Torrent C. F. "B", C. D. Rafelguaraf y U. D. Portuarios-DISARP |
| 2024-25   | U. D. Atzeneta de Castellón, C. D. Betxí, Bétera C. F., Caudete de las Fuentes C. F., C. D. Enguera, C. F. Simat, C. F. Atlético Jonense y C. F. Atlético Algorfa                 | U. D. Atzeneta de Castellón, C. D. Betxí, Bétera C. F., Caudete de las Fuentes C. F., C. D. Enguera, C. F. Simat, C. F. Atlético Jonense, C. F. Atlético Algorfa, Foios Atlètic C. F., C. D. Serranos, F. B. Teulada-Moraira y C. F. Torreblanca                      |